# Gürcütepe
Gürcütepe è un importante sito archeologico neolitico situato a circa 4 km a sud‑est di Şanlıurfa, sulle rive del torrente Sırrın, nella pianura di Harran, nel sud-est della Turchia. Scoperto tra il 1995 e il 1999 da una collaborazione tra Istanbul German Archaeological Institute e Şanlıurfa Archaeological Museum, guidata da Klaus Schmidt, il sito è parte integrante del progetto Taş Tepeler (Colline di Pietra in turco), che comprende una serie di insediamenti risalenti al periodo neolitico pre-ceramico.
Il sito di Gürcütepe è fondamentalmente un insediamento rurale più recente rispetto a Göbekli Tepe, senza l’architettura monumentale, ma con edifici in terra battuta e strutture comunitarie e fornisce un’importante testimonianza della transizione dall’economia di caccia e raccolta a forme più stabili di allevamento, agricoltura e organizzazione sociale domestica. È una testimonianza complementare alla spettacolarità di Göbekli Tepe, focalizzata sulle dinamiche domestiche, sociali ed economiche di quel periodo cruciale della storia umana.
Sfortunatamente la maggior parte delle collinette è ora sovrapposta da edifici moderni, per cui attualmente gli scavi sono attivi solo nella zona agricola di Gürcütepe III.

## Descrizione
Il sito occupa un'area di circa 1.200 × 800 m e comprende otto insediamenti: quattro collinette (tell) e quattro aree pianeggianti; le prime indagini si concentrarono sui tell I e II, evidenziandone la stratigrafia (fino a 6 m di profondità) e frammenti ceramici. Dal 2021, si sono intensificati gli scavi nella parte occidentale di Gürcütepe III, scoprendo due strati principali con edifici fondati in pietra, case rettangolari, focolari, fosse di cottura ed aree artigianali. Nel primo strato sono state ritrovate le fondazioni in pietra di alcuni edifici con stanze ampie; si sono scoperti anche spazi aperti con focolari, discariche e forni. Pertinenti a questo strato si sono rinvenuti anche oggetti domestici e artigianali, come figure in calcare (incluso falli e figurine femminili), pesi, bracciali, perline, palette, asce, mortai, pestelli e strumenti in pietra scheggiata.
Nel secondo strato sono state ritrovate alcune strutture in pietra con pareti in pisé, multiple stanze e focolari; sono anche affiorate figurine in calcare e terracotta, recipienti litici e perline.
Gli scavi hanno evidenziato che tutti e quattro i tell sono stati abitati tra il Periodo Pre-Ceramico B e il Periodo Pre-Ceramico C (circa 8200–6300 a.C.).